# Constant Spring
Constant Spring ist eine Kleinstadt im Süden von Jamaika. Sie ist die zweitgrößte Stadt im Parish Saint Andrew im County Surrey und die fünfzehntgrößte Stadt der Insel. Im Jahr 2010 hatte Constant Spring eine Einwohnerzahl von 12.504 Menschen.

## Geografie
Constant Spring ist eine Stadt mit eigenständiger Verwaltung in der Metropolregion von Kingston, der größten der Insel. Der Ort wird im Süden und Südwesten von dem Kingstoner Stadtteil Havendale umschlossen. Dieser schließt mit dem Viertel Cherry Gardens ab, mit dem sich Constant Spring in südlicher und südwestlicher Richtung abgrenzt. Der Norden von Constant Spring grenzt an die ebenfalls eigenständige Stadt Stony Hill. Auch hier sind die Übergänge von Ort zu Ort fließend. Die Ausbreitung Richtung Westen wird von den Blue Mountains begrenzt. Der Höhenunterschied am westlichen Stadtrand beträgt auf 0,5 Kilometer Länge bis zu 200 Meter. Der Ort selber liegt im Durchschnitt 220 Meter über den Meeresspiegel. Die östlichen Randbezirke erstrecken sich zum Teil bis zu 350 Meter über den Meeresspiegel.

## Sport
Der Constant Spring F.C. ist ein Fußballclub, der in der KSAFA Super League spielt, der zweiten Nationalliga von Jamaika.
Der Constant Spring Golf Club ist ein international bekannter Golfplatz, der 1931 von dem kanadischen Golfarchitekten Stanley Thompson entworfen wurde.

## Constant Spring in der Kunst
Das Reggae-Duo Althea & Donna singt in seinem Hit Uptown Top Ranking über Constant Spring.
Der jamaikanische Deejay Mr. Vegas hat ein Album und dessen Titelsong nach Constant Spring benannt.